# Peter Ševčovič
Peter Ševčovič (16. březen 1935, Bratislava – 14. duben 2006, Bratislava) byl slovenský spisovatel, dramatik a scenárista, autor literatury pro děti a mládež.

## Životopis
Začal studovat medicínu na Lékařské fakultě Univerzity Komenského v Bratislavě, ale v roce 1958 byl z politických důvodů vyloučen ze studia. Později v letech 1962–1967 studoval dálkově dramaturgii na Akademii múzických umění v Praze. V letech 1965–1996 pracoval v České televizi jako dramaturg a hlavní dramaturg, v letech 1981–1992 přednášel externě na VŠMU, v roce 1996 odešel důchodu. Roku 1992 mu byl udělen titul doktora medicíny honoris causa.

## Tvorba
Věnoval se psaní novel, románů, ale také psal televizní hry a seriály a divadelní hry. Náměty pro jeho hry jsou různorodé – od dělnického hnutí přes 2. světovou válku a život v neúplných rodinách, až po aktuální společenské problémy. Psal díla jak pro dospělé, tak pro děti a mládež. Psal také kuchařky, a to o receptech z Bratislavy.,

## Dílo

### Próza pro dospělé
- 1963 – Mesto plné chlapov, román
- 1964 – Čakaj nás, Angela, román
- 1974 – Mimoriadne okolnosti, novela
- 1995 – Čierny kôň, novela
- 2000 – Z kuchyne stareho Prešporka, Vydavatelství Matice slovenské, ISBN 80-70905-79-4, (3 vyd. 2006, ISBN 80-89208-13-4)
- 2003 – Z kuchyne prešporských vodníkov, Albert Marenčin - Vydavatelství PT, ISBN 80-88912-38-5,
- 2005 – Z kuchyne bohémskej Bratislavy, Vydavatelství Matice slovenské,ISBN 80-89208-09-6,

### Próza pro děti a mládež
- 1962 – Taký nepokojný vek, povídka publikovaná ve sborníku
- 1975 – To bola vojna, povídka publikovaná v sborníku
- 1976 – Tretinový chlap, román
- 1978 – Kamarátka pre nás dvoch, román
- 1990 – Maturita ako remeň, román
- 2001 – Adam a Šišibus, Vydavatelství Matice slovenské,

### Samizdatová literatura
- 1975 – Čierne kura, vládou zastavené, šířené jako samizdat
- 1983 – Druhá profesia, vládou zastavené, šířené jako samizdat

### Divadelní hry pro dospělé
- 1960 – Nie je všedný deň
- 1978 – Vrabčie lásky (též knižně)
- 1980 – Partia (též knižně)
- 1984 – Kvarteto
- 1993 – Garzónka

### Divadelní hry pro děti a mládež
- 1961 – Futbalista
- 1966 – Mama pre Vinnetoua
- 1969 – Ako dvaja našli šťastie
- 1977 – Kamarátka pre nás dvoch
- 1978 – Kvinta 47/48

### Televízní hry
- 1967 – Spor o básnika
- 1968 – Predposledné dni
- 1970 – Karola
- 1971 – Konfigurácia
- 1972 – Susedia
- 1973 – Karambol
- 1976 – Balada o uznaní
- 1976 – Príbeh o Fatime a Omarovi
- 1977 – Na priamej linke
- 1977 – Biele vrany
- 1979 – Dôsledne ukrývané dokumenty
- 1979 – Šimon a Veronika
- 1980 – Prvé lásky
- 1981 – Chlap zvaný Brumteles
- 1981 – Žena úspešného muža
- 1982 – Májový víkend
- 1989 – Exemplárny prípad

### Muzikály
- 1974 – Podkovičky za korunu

### Rozhlasové hry
- 1992 – Srnka a čierny kôň

### Práce z televizní teorie
- 1967 – Vnímanie televízneho príbehu
- 1975 – Problém súčasného televízneho príbehu